# August Christian Niemann

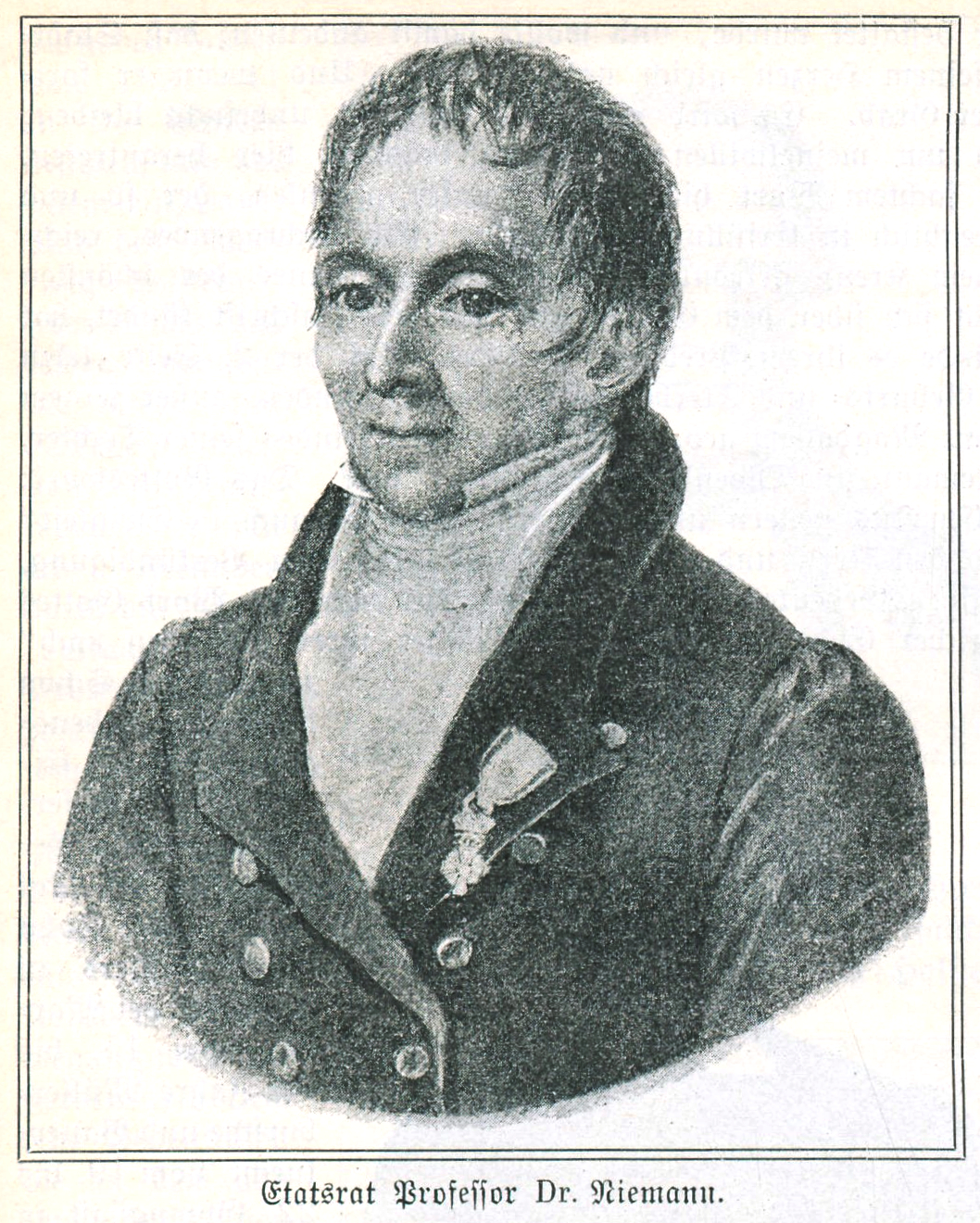
August Niemann

August Christian Heinrich Niemann (* 30. Januar 1761 in Altona; † 21. Mai 1832 in Kiel) war ein deutscher Forst- und Kameralwissenschaftler. Als Hochschullehrer in Kiel wurde er durch seine Sammlung und Dichtung von Studentenliedern bekannt.

## Leben

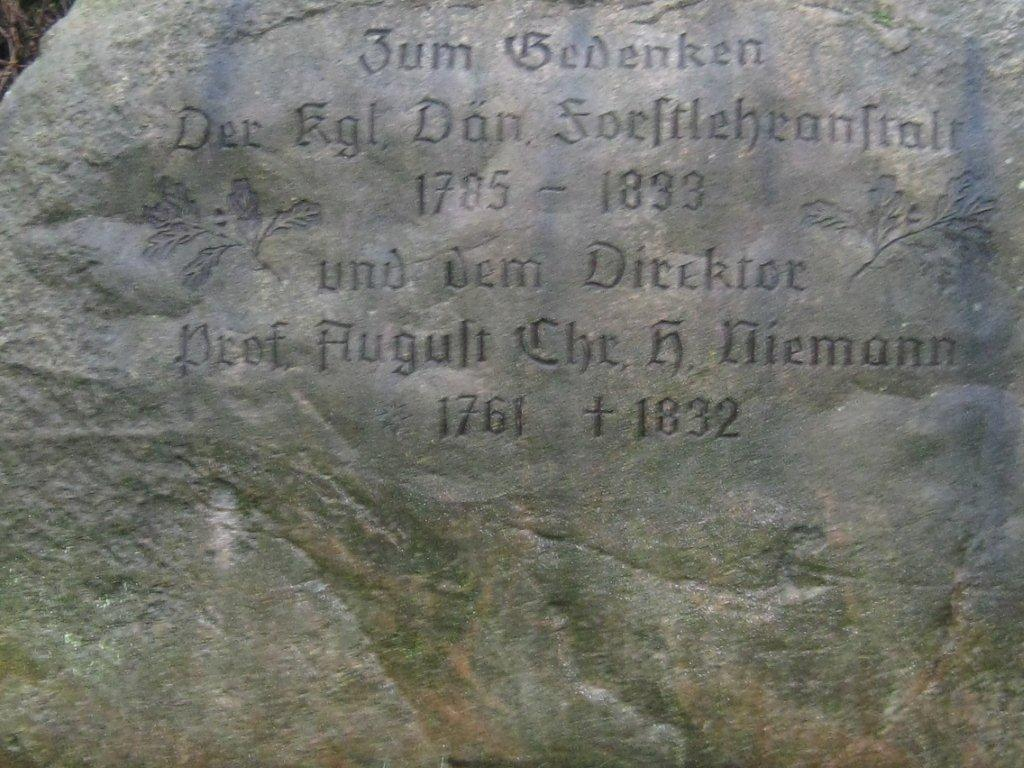
Gedenkstein in der Kieler Forstbaumschule

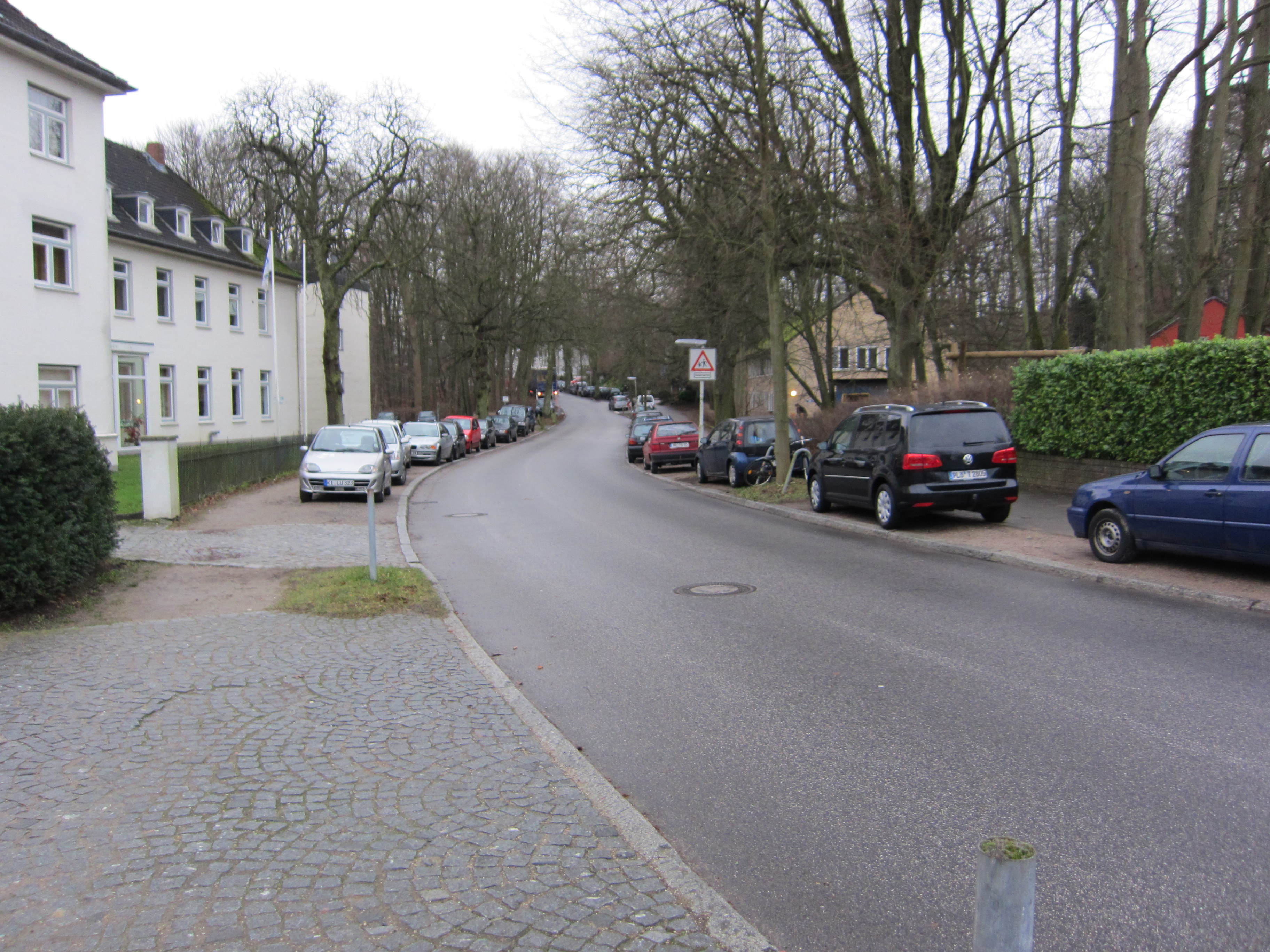
Der Niemannsweg in Kiel-Düsternbrook

August Niemann begann 1780 ein Studium der Rechtswissenschaft an der Universität Jena. Nach drei Semestern wechselte er an die Christian-Albrechts-Universität Kiel. Bei einem adeligen Kommilitonen war er Hofmeister. Mit ihm ging er 1782 an die Georg-August-Universität Göttingen, um zusätzlich Kameralwissenschaft zu studieren. 1783 kehrte er nach Kiel zurück, wo er zum Dr. phil. promoviert wurde. Er habilitierte sich 1785 und unterrichtete zunächst Statistik und Polizeiwissenschaft.
Unter dem Eindruck der Jenenser und Göttinger Studentenzeit veröffentlichte Niemann sein bekannt gewordenes Akademisches Liederbuch, in dem er Lieder sammelte und eigene Dichtungen vorstellte, darunter auch Landesvater, Schutz und Rater. Das Huldigungs- und Bundeslied ging auf frühere Fassungen aus dem 17. Jahrhundert zurück und wird in Niemanns Fassung (stark gekürzt) noch heute auf großen Kommersen vieler Studentenverbindungen gesungen. Ihm folgt im Akademischen Liederbuch das Lied Heil, Kaiser Joseph, Heil, das zum Vorbild für zahlreiche deutsche Fürsten- und Landeshymnen nach der Melodie der britischen Königshymne wurde.
Niemann wurde 1787 in Kiel zum außerordentlichen Professor berufen und übernahm die Stelle des Direktors der neu eröffneten Forstlehranstalt Kiel. Fortan widmete er sich ganz der Forstwissenschaft und ihrer Bedeutung in der Staatsökonomie. Er richtete 1788 die Forstbaumschule in Kiel-Düsternbrook ein, die in stark gewandelter Form heute noch als (beliebtes) Restaurant besteht. 1794 wurde Niemann ordentlicher Professor. 1811/12 und 1829/30 war er Rektor der Universität Kiel.
Er widmete sich in besonderer Weise der Armenpflege und sozialen Fürsorge und war Mitstifter der Kieler Gesellschaft freiwilliger Armenfreunde.
August Niemann starb am 21. Mai 1832 im Alter von 71 Jahren in Kiel.

## Gedenken
Der „feine“, durch Villen geprägte Niemannsweg in Düsternbrook wurde durch Beschluss der Stadt Kiel am 4. Juni 1869 nach ihm benannt. Im Park der ehemaligen Forstbaumschule Kiel wurde ein Gedenkstein für ihn aufgestellt.

## Werke (Auswahl)
- Akademisches Liederbuch. Dessau und Leipzig 1782; 2. Bändchen Altona und Leipzig 1795
- Von der Industrie, ihren Hindernissen und Beförderungsmitteln. Altona 1784.
- Sammlungen für die Forst-Geographie. 1791.
- Abris des sogenanten Kameralstudiums und Bestimmung seines Zweks für sich und in Verbindung mit der Rechtsgelehrsamkeit, für seine Vorlesungen. Kiel 1792.
- Grundsätze der Staatswirthschaft. Altona 1796.
- Übersicht der Sicherungsmittel gegen Feuersgefahren und Feuersbrünste. Hamburg 1796.
- Uebersicht der neuen Armenpflege in der Stadt Kiel. Altona 1798.
- Handbuch der schleswig-holsteinischen Landeskunde. 1799.
- Schleswig-holsteinische Vaterlandskunde. Altona 1801.
- Schleswig-holsteinische Provinzialberichte. Altona 1787–1800 und 1811–1818.
- Topogaphische Taschenblätter. Hamburg 1802.
- Abris der Statistik und der Statenkunde nebst Fragmenten zur Geschichte derselben. Altona 1807.
- Forststatistik der dänischen Staten. Altona 1809.[3]
- Inbegriff der Forstwissenschaft. 1814.
- Vaterländische Waldberichte. Altona 1820–1822.
- Die holsteinische Milchwirtschaft. Altona 1823.
- Nebenstunden für die innere Staatenkunde. Altona 1823.
- Der Vaterlandsliebe Wesen und Wirken. Kiel 1828.